# Nederlandsche Oost Compagnie

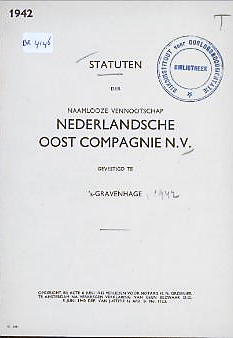
Statuten (1942)

Die Nederlandsche Oost Compagnie (übersetzt: Niederländische Ostgesellschaft, Abkürzung NOC) war eine nationalsozialistische Organisation, die während des Zweiten Weltkrieges, am 6. Juni 1942, in Den Haag von der niederländischen Nationaal-Socialistische Beweging (NSB) von Meinoud Rost van Tonningen unter Beteiligung der De Nederlandsche Bank gegründet wurde. Die NOC war eine Aktiengesellschaft.

## Ziele und ideologischer Hintergrund
Mit Hilfe der NOC wollte Rost van Tonningen niederländische Kolonien in den von den Nazis eroberten Gebieten, insbesondere der Ukraine, Estland, Lettland und Litauen, aufbauen. Darüber hinaus sah sich die Organisation als Fortsetzung der Tradition der „Niederländischen Ostindien-Kompanie“ („Vereenigde Oostindische Compagnie“, VOC). Damit erfüllte Rost van Tonningen auch das Lebensraum-Konzept der Nazis. Die Ostsiedlung sollte von kolonialen Handelshäusern koordiniert werden. Diese waren durch das Kriegsgeschehen von ihrem früheren Handelsgebiet in Niederländisch-Indien getrennt worden und hatten Erfahrung mit der kolonialen Arbeitsweise. Ein weiteres Ziel der NOC war die „Arisierung“ Osteuropas.

## Standorte
Die Organisation hatte ihren Sitz in Den Haag. Die Hauptverwaltung befand sich in der Amaliastraat 1–3, die Versicherungsabteilung Anna Paulownastraat 35. Eine weitere verwendete Adresse war Parkstraat 22. Die NOC hatte Niederlassungen in Berlin, Kauen (Kaunas), Wilna (Vilnius), Riga, Dorpat (Tartu), Rowno (Riwne), Kiew und Minsk.
Das von W. Goedhuys geleitete Niederländische Ost-Institut („Nederlandse Oost Instituut“, NOI) diente zunächst als Statistik- und Forschungsabteilung der NOC, später hauptsächlich als ihr Propaganda- und Informationsorgan.
In der Ukraine verwaltete die NOC mehrere Staatsbetriebe (ehemalige  Sowchosen), und zwar das Staatsgut Usin im Kreis Skwira, Generalbezirk Kiew, mit einer Fläche von 2.600 Hektar, das von drei niederländischen Oberverwaltern im April 1943 übernommen wurde, und eine Gruppe von sechs weiteren Staatsbetrieben in Skwira mit zusammen rund 6.000 Hektar, die von einem niederländischen Oberverwalter und drei niederländischen Assistenten (einem Viehzüchter, einem Gärtner und einem Buchhalter) verwaltet wurden. Beide Güter mussten aufgrund des Vorrückens der sowjetischen Armee bereits im September 1943 wieder geräumt werden.
Niederländische Molkerei-Fachleute wurden, vor allem in der Käse-Herstellung, in Melitopol und in den Gebieten Kamenez-Podolsk und Shitomir eingesetzt. Auch in der Baumwollversuchsanstalt Cherson waren niederländische Arbeitskräfte beschäftigt.
Die NOC betrieb im weißrussischen Rogatschew eine eigene Ausbildungsstätte für niederländische Kolonisten im so genannten „Ostland“. Direktor dieser Landwirtschaftsschule der NOC war der niederländische Landwirt Arnout de Waard. Die Schulung in Rogatschew erfolgte durch deutsche Fachkräfte der Landbewirtschaftungsgesellschaft Ukraine (LBGU). Jeweils etwa 30 niederländische Ost-Kolonisten erhielten dort eine zwei- bis dreiwöchige Ausbildung. Danach wurden die meisten von ihnen zunächst für einige Zeit einem deutschen Stützpunktleiter der LBGU als Gehilfe beigegeben, bevor sie selbst Stützpunktleiter wurden. Sie erhielten eine dunkelgrüne Uniform und eine Grundausbildung im Umgang mit Pistole und Karabiner. Auch Deutschunterricht war Teil des Lehrplans.
Die NOC verwaltete das Landgut Waka T, rund 30 Kilometer südlich von Vilnius (Litauen). Dort betrieb die NOC auch eine Landwirtschaftsschule. Etwa 25 Kilometer östlich von Waka T, in Lentvaris, nicht weit entfernt von Trakai, erhielt die NOC von der deutschen Landbewirtschaftungsgesellschaft Ostland (LBGO) ein weiteres Landgut zur Pacht. Im Moor von Biala Waka (Baltoji Voke / Weisswacke) bauten Niederländer der NOC Torf ab. In der Nähe des lettischen Ortes Mālpils betrieb die NOC eine weitere Landwirtschafts- und Gartenbauschule sowie einen Gemüseanbau.
Ab November 1941 wurde in einem Umsiedlungslager in Litzmannstadt eine größere Zahl niederländischer Fachleute im Alter von 17 bis 60 Jahren, die fast alle der NSB von Anton Adriaan Mussert angehörten, auf ihren Einsatz als Verwalter verwaister Landwirtschaftsbetriebe in den von der Wehrmacht besetzten russischen Gebieten vorbereitet; sie bereiteten ab März 1942 die Frühjahrsbestellung in den konfiszierten Landwirtschaften vor.

## Geschichte
Eine frühere deutsche Organisation war bereits damit beschäftigt, die eroberten Gebiete zur Finanzierung der deutschen Kriegswirtschaft auszubeuten, die Ostdeutsche Landbewirtschaftungsgesellschaft. Es gab auch den Werkdienst Holland, bei dem Mitarbeiter im Osten unter entsetzlichen Bedingungen arbeiteten. Darüber hinaus gab es eine Kommission für die Entsendung von Landwirten nach Osteuropa („Commissie tot uitzending van landbouwers naar Oost-Europa“, Culano; dt. etwa: »Kommission zur Aussendung von Landwirten nach Ost-Europa«), deren Vorsitzender, der spätere niederländische Landwirtschafts-, Verteidigungs- und Kolonial-Minister Cornelis „Kees“ Staf, bei Gründung der NOC zurücktrat. Bereits im Juli 1941 zogen die ersten 600 niederländischen Bauern in den Osten, also noch vor Gründung der NOC im Frühjahr 1942. Tausende Niederländer arbeiteten (teilweise auch über andere Organisationen als die NOC) in der Ukraine als Landwirt, Bauarbeiter, Torfstecher oder Baggerfahrer. Unter ihnen befanden sich 80 Frauen. Diese hatten oft einen NSB-Hintergrund oder waren pro-deutsch eingestellt, aber auch Zwangsarbeiter wurden als sogenannte SS-Frontarbeiter in den Arbeitseinsatz geschickt. Der Erfolg der NOC war begrenzt, weil Rost van Tonningens Initiative nicht besonders begeistert aufgenommen wurde. Zum Beispiel wurde die NOC von den Nazis tatsächlich nur in der Erwartung toleriert, dass sie davon profitieren würden. Ein weiterer Grund dafür, dass die Organisation kein großer Erfolg war, war der zähe Warenfluss aus den Niederlanden in die von den Nazis besetzten Gebiete. Die NOC wurde auch von den deutschen Besatzern bei der Bereitstellung der erforderlichen Ausfuhrlizenzen behindert. Laut dem Historiker Loe de Jong herrschte in der NOC-Zentrale ein Durcheinander. Viele private Investoren gaben daher auf.
Auf dem Höhepunkt ihrer Tätigkeit unterstanden der NOC – eingeschlossen der von ihr 1942/43 übernommenen Organisationen des „Werkdienstes Holland“ und der niederländischen „SS-Frontarbeiter“ – mindestens 7.000 niederländische Arbeitskräfte. Die meisten von ihnen waren im Reichskommissariat Ukraine eingesetzt, viele davon bei der Landbewirtschaftungsgesellschaft Ukraine (LBGU).
Im Herbst 1943 zogen sich die Deutschen aus der Ukraine zurück und der Schwerpunkt der NOC verlagerte sich in die baltischen Staaten. Als auch diese Gebiete im Laufe des Jahres 1944 wieder von der Sowjetarmee eingenommen wurden, zwang dies die niederländischen Auswanderer, nach Deutschland auszuweichen.

## Führung der Gesellschaft
Rost van Tonningen wurde vom Reichskommissar für die deutsch besetzten Niederlande, Arthur Seyß-Inquart, zum Präsidenten der NOC ernannt. Er war auch Vorsitzender des Aufsichtsrats. Geschäftsführer war der Bankier und NSB-Mitglied Daniël Krantz. Pieter Schelte Heerema war einige Zeit Co-Direktor der NOC. F.B.J. Gips wurde Präsident des Kuratoriums und F.L. Rambonnet war Generalschatzmeister. Bei der Gründung der NOC waren anwesend: Jan Robertson (als Vertreter von Rost van Tonningen), Ratsherr Johannes Walch (als Vertreter des Bürgermeisters von Amsterdam, Edward John Voûte) und Ratsherr Gerrit Coenraad Blom (im Namen von Bürgermeister Frederik Ernst Müller von Rotterdam).
Leiter der Agrarabteilung der N.O.C. war Prof. Dijt. Hauptabteilungsleiter der NOC war W. Goedhuys. Abteilungsleiter T. van der Zee vom niederländischen Finanzministerium war zur NOC delegiert.
Als ein Verbindungsmann zwischen der Nederlandsche Oost Compagnie und dem deutschen Reichsministerium für die besetzten Ostgebiete (Ostministerium) fungierte der niederländische Landwirt und NSB-Anhänger Jan Barendregt, bis er bei einem Luftangriff auf Berlin im Februar 1944 ums Leben kam.

## Finanzierung
Die Organisation wurde von der De Nederlandsche Bank (deren Präsident Rost van Tonningen war) und dem niederländischen Staat finanziert, aber auch die Gemeinden Amsterdam und Rotterdam trugen zur Finanzierung der NOC bei.

## Tochtergesellschaften
Eine Tochtergesellschaft war die am 11. Januar 1943 gegründete Nederlandsche Oostbouw (NOB) (deutsch: Niederländische Ostbau Gesellschaft), eine Auftragnehmerfirma, die zuerst Pieter Schelte Heerema leitete. Die Mehrheit der in den Osten entsandten Arbeiter arbeitete für die NOB. Die Freiwilligen arbeiteten meistens für Unternehmen unter der Leitung der NOB, während die Zwangsarbeiter des Arbeitsministeriums oft direkt für die NOB arbeiteten. Weitere Tochtergesellschaften waren die Nederlandsche Oostvisscherij (deutsch: Niederländische Ostfischerei), die niederländische Fischer zum Peipussee entsandte, um Fisch für die deutsche Wehrmacht zu erzeugen, die Nederlandsche Oostbagger (deutsch: Niederländische Ostbaggergesellschaft), die Baggerarbeiten für die Organisation Todt mit geleaster Ausrüstung am Dnepr zwischen Kiew und Dnepropetrovsk durchführte, die Niederländer Oostbaksteen (deutsch: Niederländische Ostbacksteingesellschaft), die Nederlandsche Oostrederij (deutsch: Niederländische Ostreederei) und die Nederlandsche Oost Handel Maatschappij (deutsch: Niederländische Osthandelsgesellschaft).

## Ende der Tätigkeit
Mit dem Vormarsch der Roten Armee geriet die NOC unter Druck. Die niederländischen Bauern flohen aus den von den Roten Armee bedrohten Orten und versuchten, sich anderswo anzusiedeln. Nachdem sich ab Herbst 1943 die deutsche Wehrmacht und die deutschen Behörden vor der Sowjetarmee aus der Ukraine zurückzuziehen begonnen hatten, verlagerte sich der Tätigkeitsschwerpunkt der NOC zunächst in die baltischen Staaten, also ins damalige Reichskommissariat Ostland. Als jedoch die Rote Armee im Laufe des Jahres 1944 auch diese Gebiete zurückeroberte, kündigte im August 1944 das Reichsministerium für die besetzten Ostgebiete (RMfdbO) allen Niederländern in der Landbewirtschaftungsgesellschaft Ostland zum Ende des Monats. In den folgenden Wochen ging es in heftigen bürokratischen Auseinandersetzungen zwischen der NOC und deutschen Behörden darum, wo die niederländischen Bauern, Gärtner, Arbeiter und Fachleute nun einzusetzen seien, ob in Ostpreußen, im „Warthegau“, in Pommern oder in der Kurmark (Oderbruch), oder weiter im Innern Deutschlands. Anfang Oktober 1944 kesselte die Rote Armee die im Baltikum stehenden deutschen Truppen (Heeresgruppe Nord) ein; im „Kurland-Kessel“ blieben auch einige Dutzend niederländische Landwirte und anderer Kräfte der NOC zurück, deren weiteres Schicksal unbekannt ist.
Am 28. Dezember 1944 wurde Rost van Tonningen vom Vorsitzenden der niederländischen nationalsozialistischen NSB-Partei, Anton Mussert, entlassen. Nach der Befreiung der Niederlande durch die Alliierten wurde die NOC aufgelöst. Gegen einige ihrer wichtigsten Mitarbeiter wurden Gerichtsverfahren durchgeführt., gegen Heerema zunächst jedoch noch nicht. Erst 1981 wurde auch die Strafverfolgung von Heerema in Betracht gezogen, weil es seine Idee gewesen war, Zwangsarbeiter für die NOC einzusetzen, aber er starb, bevor es zur Anklage kam.